# Gonzalo De Mujica
Gonzalo Mujica (Buenos Aires, 31 de enero de 1989) es un futbolista argentino-estadounidense que jugó por última vez como mediocampista del Fort Lauderdale Strikers en la North American Soccer League.

## Carrera profesional

### Carrera temprana
Nacido en Buenos Aires, Mujica asiste a la institución argentinos juniors y jugó para el equipo de fútbol All boys, de 2019 a 2021. Mientras estaba en la escuela, también jugó para varios equipos: como club italiano y america del sud, y.

### Promesa del futbol
El 31 de enero de 2013, Mujica firmó por el Fort Lauderdale Strikers de la North American Soccer League. Hizo su debut con el equipo el 18 de mayo de 2013 contra San Antonio Scorpions en el Toyota Field contra el que perdieron 3-1.

## Estadísticas de carrera
| Club                     | Estación         | Liga             | Liga         | Liga  | Copa de la Liga | Copa de la Liga | Copa Nacional | Copa Nacional | Internacional | Internacional | Total        | Total |
| Club                     | Estación         | División         | Aplicaciones | Metas | Aplicaciones    | Metas           | Aplicaciones  | Metas         | Aplicaciones  | Metas         | Aplicaciones | Metas |
| ------------------------ | ---------------- | ---------------- | ------------ | ----- | --------------- | --------------- | ------------- | ------------- | ------------- | ------------- | ------------ | ----- |
| Fort Lauderdale Strikers | 2013             | NASL             | 5            | 0     | 0               | 0               | 0             | 0             | -             | -             | 5            | 0     |
| Total de carrera         | Total de carrera | Total de carrera | 5            | 0     | 0               | 0               | 0             | 0             | 0             | 0             | 5            | 0     |